# Aktien-Zuckerfabrik Wetterau
Die Aktien-Zuckerfabrik Wetterau (AZW) war eine Zuckerfabrik auf Aktienbasis in Fauerbach, später einem Stadtteil von Friedberg (Hess). Die Zuckerfabrik lag direkt an der Fauerbacher Straße, nordwestlich vom Bahnhof Friedberg. Der Name leitet sich vom Bezugsgebiet der Zuckerrüben und dem ursprünglich vorgesehenen Standort in Echzell in der Wetterau ab.

## Geschichte

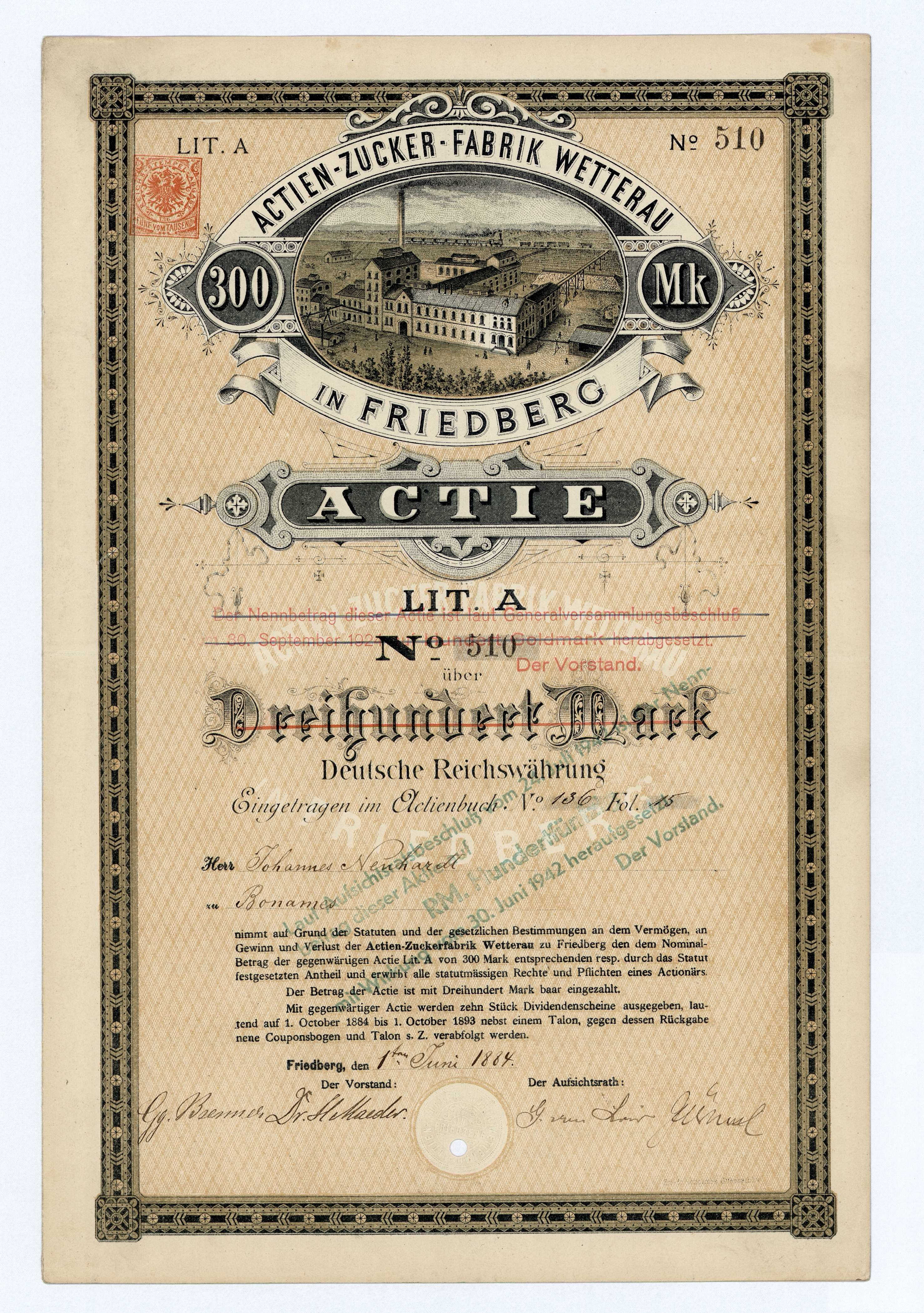
Gründeraktie der Actien-Zuckerfabrik Wetterau vom 1. Juni 1884

Zum Ende des ausgehenden 19. Jahrhunderts entschlossen sich immer mehr Bauern in der Wetterau, ihren Weizenanbau zu Gunsten des Zuckerrübenanbaus aufzugeben, was den laufend fallenden Weizenpreisen geschuldet war. Um eine Weiterverarbeitung direkt vor Ort zu ermöglichen, wurde 1882 eine Zuckerfabrik mit 826.800 Mark Grundkapital auf Aktienbasis als Actien-Zuckerfabrik Wetterau gegründet.
Der ursprünglich vorgesehene Standort Echzell, wurde zu Gunsten von Friedberg, am westlichen Rand der Wetterau gelegen, gewählt, weil hier bessere Eisenbahnverbindungen gegeben waren, sowohl durch Nebenbahnen in die Wetterau (Bahnstrecke Friedberg–Hanau, Bahnstrecke Friedberg–Mücke), um den Antransport der Zuckerrüben zu gewährleisten, als auch durch die Main-Weser-Bahn nach Norden und Süden, um die Produktionsgüter Richtung Frankfurt oder Kassel zu transportieren.
Nachdem 1883 der Bau der Zuckerfabrik durch die Maschinen-Fabrik Ilsenburg abgeschlossen werden konnte, startete im Oktober desselben Jahres die erste Kampagne. Die Fabrik verarbeitete zunächst den Ertrag von etwa 1.000 ha Anbaufläche, die aber – nicht zuletzt wegen der Nähe der Zuckerfabrik zum Anbauort – ständig zunahm.
| Jahr | Anbaufläche  | Ertrag (t)   |
| 1887 | 1.000        | 25.000       |
| 1949 | 2.000        | keine Angabe |
| 1980 | 7.700        | 354.200      |
| 1989 | keine Angabe | > 256.000    |

Um die Landwirte einheitlich vergüten zu können, wurde 1891/92 ein einheitliches Bezahlsystem eingeführt. Dieses orientierte sich erstmals an dem aus der Zuckerrübe gewonnenen Zucker und dem damit verbundenen Zuckergehalt der Rüben. 1913 schloss sich die AZW mit anderen Süddeutschen Zuckerfabriken zu einer Rübenerwerbsvereinigung mit einem gemeinsamen Ankauf zusammen. Um dem gesteigerten Ertrag gerecht zu werden, wurde im selben Jahr der Bau von zwei Silos und der Anschluss derselben an das Gleisnetz beschlossen. Die werkseigene Gleisanlage wurde daraufhin weit ausgedehnt, hierzu gehörten ein Brückengleis (auf dem die Wagen entladen wurden), ein Kalkgleis, ein Salzgleis, ein Ausziehgleis und 5 weitere Abstellgleise, um möglichst viele Wagen gleichzeitig abfertigen zu können.

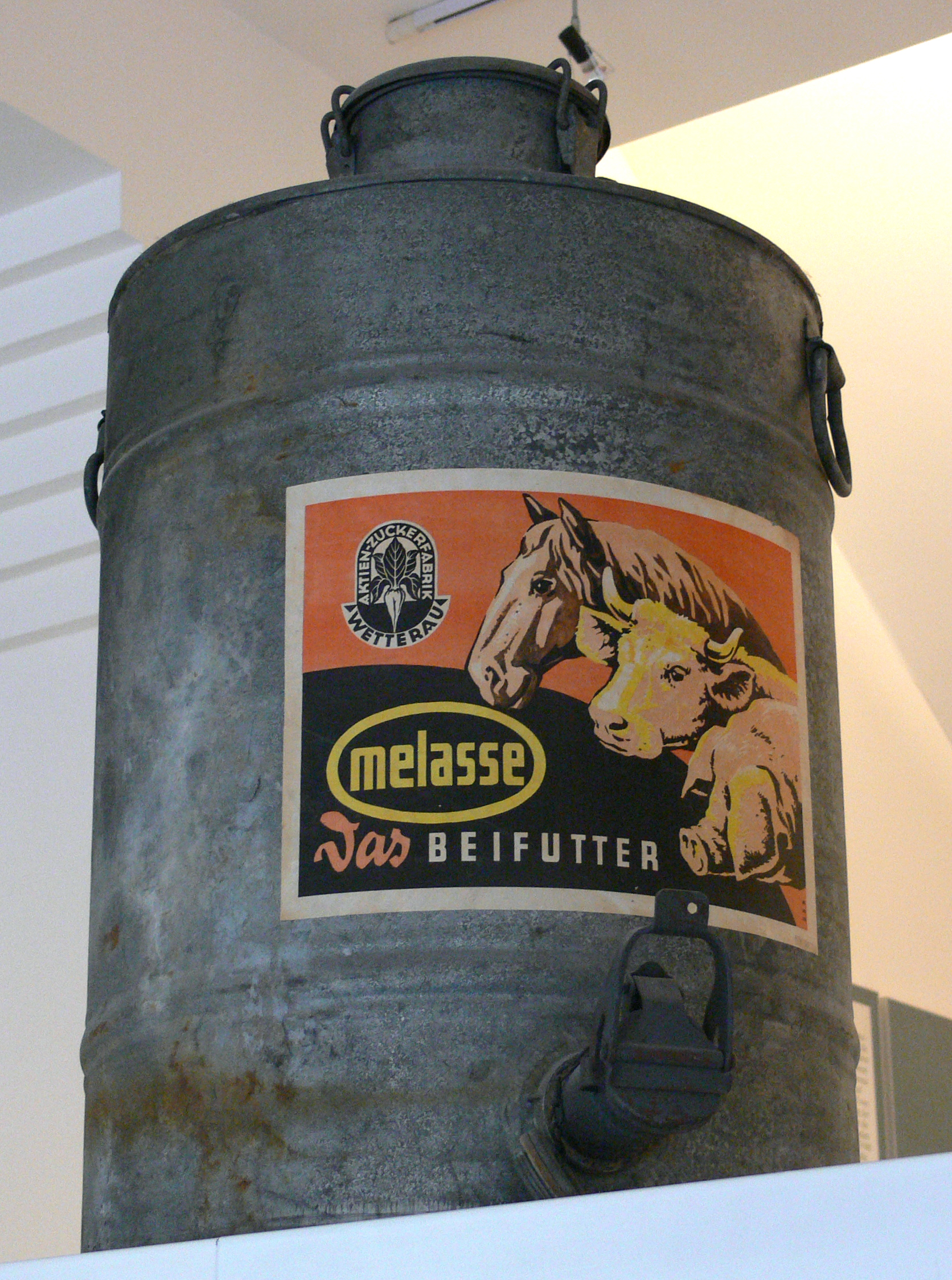
Melasse-Kanne der Actien-Zuckerfabrik Wetterau (Zucker-Museum, Berlin)

In der Saison wurde eigens ein Zufuhrnetz über die Bahnstrecken des Umlandes organisiert. Es umfasste einen Bereich im Umkreis von Friedberg, der sich (im Uhrzeigersinn und begonnen im Norden) wie folgt erstreckte:
- Lang-Göns
- Trais-Münzenberg
- Lich
- Laubach
- Nidda
- Stockheim
- Büches-Düdelsheim
- Ostheim
- Bad Vilbel
- Friedrichsdorf
- Grävenwiesbach
- Pohl-Göns

Die Landwirte fuhren die Rüben an eine der hier etwa 80 örtlichen Verladestellen, wo sie in offene Güterwagen gekippt wurden. Diese Wagen wurden von den Bahnen eingesammelt und zur Zuckerfabrik gefahren. In der Saison waren das bis zu 100 Güterwagen pro Tag. Im Bahnhof Friedberg angekommen, wurden sie von den eigenen Werksloks zum Abladen auf die werkseigenen Gleisanlagen rangiert.
1925 konnte die Fabrik endlich auf elektrische Versorgung umgestellt werden. Diese erfolgte durch eine Dampfturbine, die durch das werkseigene Kesselhaus betrieben wurde. Die Zuckerfabrik arbeitete damit energetisch unabhängig von der städtischen Versorgung.
War die Produktion nach dem Ersten Weltkrieg noch stark angestiegen, kam mit der Weltwirtschaftskrise und dem beginnenden Zweiten Weltkrieg eine Krisenzeit. Seit 1939 war die Fabrik ein Teil der Kriegswirtschaft, wodurch 1938/39 der Bau einer zusätzlichen Kartoffelflockenfabrik auf dem Werksgelände zur Verbesserung der Lebensmittelversorgung beschlossen wurde. In dieser Zeit wurden zudem vermehrt Zwangsarbeiter/-arbeiterinnen für die notwendigen Arbeiten herangezogen, die in Baracken auf dem Werksgelände untergebracht waren. Bei den Luftangriffen auf Friedberg 1944/45, wurde Teile der Fabrik, darunter auch die neu errichtete Kartoffelflockenfabrik, schwer beschädigt bzw. völlig zerstört.
Trotz der großen Kriegsschäden konnte bereits im Oktober 1945 wieder die erste Rübenkampagne abgewickelt werden. Da der Anbau von Zuckerrüben zu Gunsten von Getreide und anderen Lebensmitteln zurückgestellt wurde, kam es in der Zeit um 1948 zu mehreren „Kuba-Kampagnen“: Hierbei wurde Rohrrohzucker aus Kuba importiert und raffiniert, gleichzeitig wurde mit der Produktion von Puderzucker und Zuckersirup begonnen. 1952 konnten schließlich die letzten Kriegsschäden durch den Bau eines neuen Belegschaftshauses mit angeschlossener Kantine beseitigt werden.
1981 wurde die Zuckerfabrik an die Südzucker AG verkauft. Diese konzentrierte ihre Rübenverarbeitung im Rhein-Main-Gebiet sofort auf ihre Zuckerfabrik Groß-Gerau. Damit war die Saison 1981 die letzte, in der die Zuckerfabrik arbeitete. Anschließend wurde die Zahl der Verladestellen auf 19 oder 20 reduziert – eine auf dem Gelände der ehemaligen Zuckerfabrik Friedberg –  und in der Saison fuhren täglich zwei Ganzzüge mit Rüben vom Bahnhof Friedberg (Hessen) nach Groß-Gerau zur dortigen Zuckerfabrik. Dies wurde bis 1991 so durchgeführt, als der gesamte Rübentransport auf Lkw und die Straße verlagert wurde. Die beiden verbliebenen Werksloks und die Gleisanlagen der Zuckerfabrik waren bereits 1985 entbehrlich geworden. Nach Stilllegung der Fabrik in Groß-Gerau 2007 werden die Zuckerrüben aus der Wetterau in der Zuckerfabrik Wabern in Nordhessen und dem Südzucker-Werk Offstein in Rheinland-Pfalz verarbeitet.
Das ehemalige Gelände der Zuckerfabrik wurde 1988 seitens Südzucker verkauft, woraufhin mit dem Abbau des Werkes begonnen wurde. Im Mai 1994 wurde der 82 Meter hohe Schornstein der Fabrik gesprengt, seitdem befindet sich teilweise Wohnbebauung auf dem Gelände. Das ehemalige Verwaltungsgebäude aus der Gründungszeit der AZW wurde 1996 zu einer Kindertagesstätte umfunktioniert. Es ist das einzig erhaltene Bauwerk der Zuckerfabrik. Die Bebauung des restlichen Geländes erfolgte erst ab 2011.

## Lokomotiven und Wagen

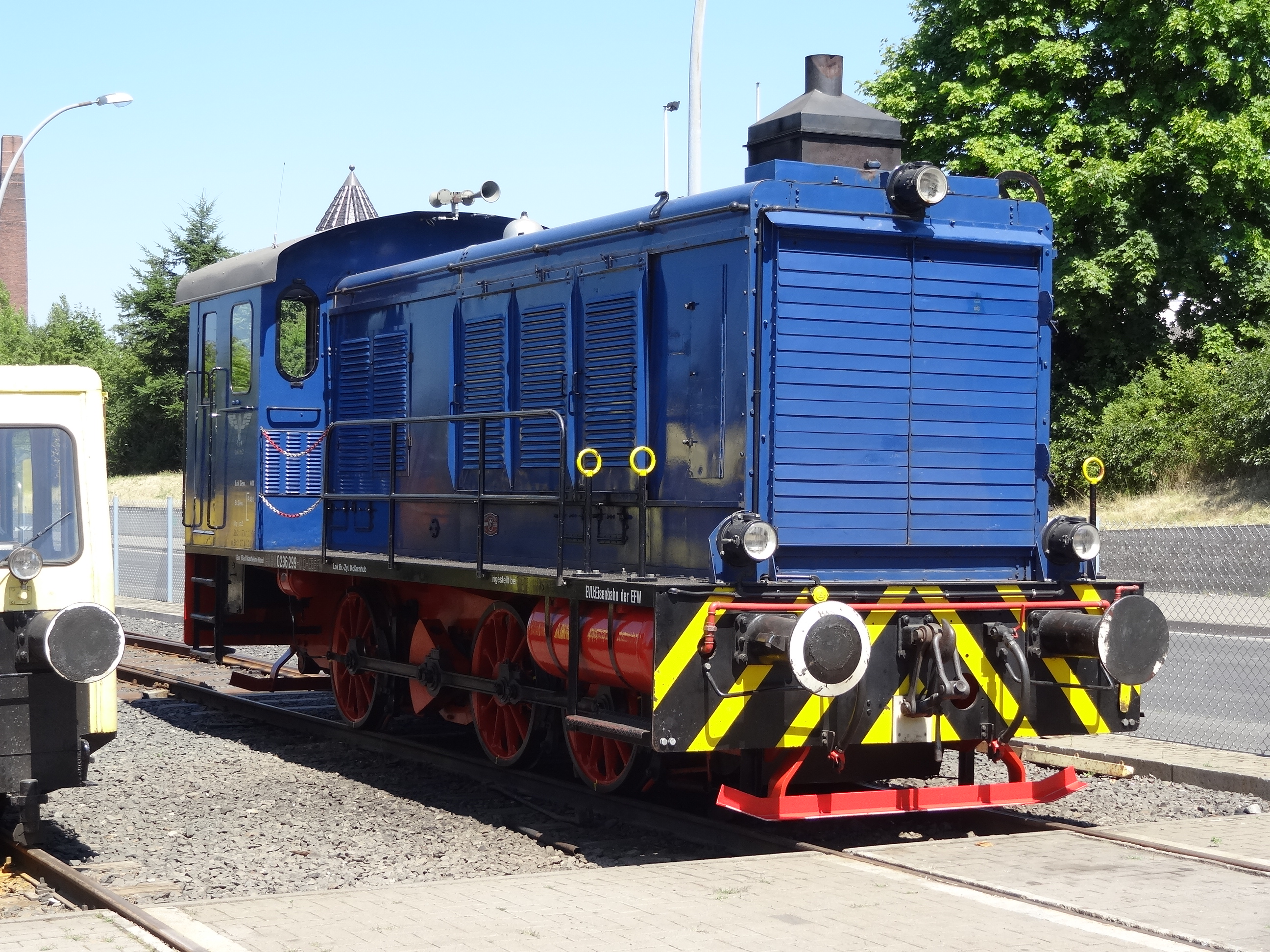
Lok 1 der AZW (heute Eigentum der Eisenbahnfreunde Wetterau)

Mit dem Bau von eigenen Gleisanlagen 1913, wurde eine eigene Lokomotive notwendig, um nicht von den, nicht immer verfügbaren, Rangierloks der Staatsbahn im Bahnhof Friedberg abhängig sein zu müssen. Da nur in der Kampagnenzeit von September bis Dezember eine Lok notwendig war, wurde diese zunächst nur angemietet und jeweils nach der Kampagne an den Besitzer zurückgegeben. Mit steigender Produktion (die Kartoffelflockenproduktion lief beispielsweise kampagnienunabhängig) wurde eine eigene Werklok notwendig, die gebraucht erworben werden konnte. Es handelte sich um eine zweiachsige Dampflok von der Aktiengesellschaft für Lokomotivbau Hohenzollern, die bis 1972 in Betrieb war. Um den aufwendigen Dampfbetrieb rationalisieren zu können, wurde 1956 eine Kleinlok der Firma Deutz, sowie 1969 eine Diesellokomotive des Typs WR 360 C14 vom Royal Corps of Transport gekauft, die Dampflok war noch bis 1972 als Reserve vorhanden. Nachdem die Rübenverladung 1985 auf Staatsbahnloks umgestellt wurde, wurden beide Lokomotiven den Eisenbahnfreunden Wetterau als Schenkung durch die AZW übereignet. Eigene Güterwagen für den Zuckerrübentransport hatte die Zuckerfabrik nicht. Diese wurden während der Kampagne von der Staatsbahn angemietet. Lediglich für den Transport der Melasse in Kesselwagen, sowie Güterwagen zur Aufbewahrung von Werkzeug zur Erhaltung der eigenen Gleise, sowie für den Transport von Material innerhalb des Werkes waren Güterwagen vorhanden.
| Loknummer | Bauart | Baujahr | Hersteller   | Fabriknummer | Verbleib |
| --------- | ------ | ------- | ------------ | ------------ | --- |
|           | Bn2t   | 1897    | Krauss       | 3631         | (Leihlokomotive) |
| 1         | Bn2t   | 1918    | Hohenzollern | 3699         | neu an Duisburger Kupferhütte, (Hochfeld), dann AZW „1“, † 1972                                                           |
| 1         | C-dh   | 1942    | BMAG         | 11458        | neu an Wifo Berlin „31“, ab 1945 RCT „11458“, 1969 an AZW „1“, 1985 an Eisenbahnfreunde Wetterau in Bad Nauheim           |
| 2         | B-dm   | 1956    | Deutz        | 56411        | neu an AZW „2“, 1985 an Eisenbahnfreunde Wetterau in Bad Nauheim, 1994 an B. van Engelen Mainische Feldbahnen in Schwerte |

## Trivia
2016 und 2018 kam die ehemalige Lok 1 der AZW auf Grund akuten Lokmangels bei Gleisbauarbeiten im Bahnhof Friedberg zum Einsatz. Abgestellt wurde sie dabei auf einem der Gleise im Bereich des früheren Lokschuppens der AZW und das heute von der DB regulär für Rangierfahrten benutzt wird.